# Andrew Gross (escritor)
Andrew Gross (Nova Iorque, 18 de maio de 1952 – Purchase, 9 de abril de 2024) foi um escritor norte-americano de romances do gênero thriller, incluindo quatro best-sellers do The New York Times. Ele colaborou em livros com o escritor James Patterson. Foi o criador da série do investigador Ty Hauck.

## Biografia
Ele cresceu em Manhattan.
Recebeu um diploma em inglês do Middlebury College, em 1974. Em 1979, ele conheceu sua esposa, Lynn, em um encontro em Nova Iorque, e eles se casaram três anos depois. Em 1982, ele recebeu um Mestrado em Política de Negócios da Universidade de Columbia.

## Morte
Gross morreu em 9 de abril de 2025, aos 72 anos, em Purchase, vitimado por um câncer de bexiga, aos 72 anos.

## Obras

### Colaborativos
Todos com James Patterson.
- The Jester (2003)
- 2nd Chance (2002)
- 3rd Degree (2004)
- Lifeguard (2005)
- Judge and Jury (2006)

### Série do Ty Hauck
- The Dark Tide (2008)
- Don't Look Twice (2009)
- Reckless (2010). No Brasil: Alto Risco (Novo Século, 2014)[4]
- One Mile Under (2015)

### Livros isolados
- The Blue Zone (2007). No Brasil: A Zona Azul (Planeta, 2007)
- Eyes Wide Open (2011)
- 15 Seconds (2012)
- No Way Back (2013)
- Everything To Lose (2014)
- The One Man (2016) (ISBN 9781250079503). Em Portugal: 72 Horas: O Último Resgate de Auschwitz (Clube do Autor, 2017)
- The Saboteur (2017) (ISBN 9781250079510)
- Button Man/The Last Brother (2018) (ISBN 9781250179982)
- The Fifth Column (2019) (ISBN 9781250180001)